# Puchar Zdobywców Pucharów (1975/1976)
XVI Puchar Europy Zdobywców Pucharów 1975/1976

(ang. European Cup Winners’ Cup)

## I runda
| Ararat Erywań – Anorthosis Famagusta 9:0 i 1:1 1 17.09 1975 1:0 Markarow 4k, 2:0 Markarow 14, 3:0 Markarow 16, 4:0 Oganesjan 52, 5:0 N.Petrosjan 72, 6:0 Markarow 70, 7:0 Markarow 80, 8:0 Oganesjan 84, 9:0 Bondarenko 87 2 01.10 1975 1:0 Bondarenko 63, 1:1 Fivos 65k (mecz w Nikozji)                                                                                         |
| FC Basel – Atlético Madryt 1:2 i 1:1 1 17.09 1975 1:0 Schönenberg 3, 1:1 Garate 65, 1:2 Ayala 68 2 01.10 1975 0:1 Becerra 74, 1:1 Demarmels 89 |
| Beşiktaş JK – AC Fiorentina 0:3 i 0:3 1 17.09 1975 0:1 Caso 42, 0:2 Caso 49, 0:3 Casarsa 76 2 01.10 1975 0:1 Caso 32, 0:2 Caso 36, 0:3 Casarsa 88 |
| FK Borac Banja Luka – US Rumelange 9:0 i 5:1 1 17.09 1975 1:0 Celina 6, 2:0 Ibrahimbegović 14, 3:0 Celina 16, 4:0 Ibrahimbegović 48, 5:0 Ibrahimbegović 57, 6:0 Ibrahimbegović 58, 7:0 Celina 60, 8:0 Jurković 82, 9:0 Ibrahimbegović 86 2 02.10 1975 1:0 Smilevski 8, 2:0 Reso 23, 3:0 Kovacević 51, 4:0 Vidaček 58, 5:0 Rohmann 79, 5:1 Marjanović 85 (mecz w Esch-sur-Alzette) |
| Eintracht Frankfurt – Coleraine F.C. 5:1 i 6:2 1 16.09 1975 1:0 Körbel 13, 2:0 Beverungen 22, 3:0 Hölzenbein 28, 4:0 Nickel 32, 5:0 Nickel 41, 5:1 Cochrane 81 2 30.09 1975 1:0 Grabowski 21, 2:0 Nickel 21, 2:1 McCurdy 30, 3:1 Lorenz 35, 4:1 Grabowski 65, 4:2 Deans 75, 5:2 Hölzenbein 84, 6:2 Grabowski 90                                                                   |
| Szombathelyi Haladás – Valletta FC 7:0 i 1:1 1 17.09 1975 1:0 Fodor 3, 2:0 Fodor 46, 3:0 Horváth 49, 4:0 Fodor 65, 5:0 Fiakas 74s, 6:0 Halmosi 81, 7:0 Horváth 87 2 30.09 1975 1:0 Karaci 22, 1:1 Giglio 73 (mecz w Gżirze) |
| Home Farm – RC Lens 1:1 i 0:6 1 17.09 1975 0:1 Hopquin 12, 1:1 Brophy 20 2 01.10 1975 0:1 Notheaux 18, 0:2 Mujica 20k, 0:3 Kaiser 27, 0:4 Kaiser 65, 0:5 Kaiser 69, 0:6 Llorens 79 |
| Lahden Reipas – West Ham United 2:2 i 0:3 1 17.09 1975 1:0 Lindholm 4, 1:1 Brooking 29, 2:1 Tupasela 53, 2:2 Bonds 76 (mecz w Helsinkach) 2 01.10 1975 0:1 K. Robson 60, 0:2 K. Robson 88, 0:3 Jennings 90 |
| Panathinaikos AO – Sachsenring Zwickau 0:0 i 0:2 1 17.09 1975 (mecz w Patras) 2 01.10 1975 0:1 Schykowski 37, Dietzsch 58k |
| FC Rapid Bukareszt – RSC Anderlecht 1:0 i 0:2 1 17.09 1975 1:0 Thijssen 20s 2 01.10 1975 0:1 van Binst 38, 0:2 Rensenbrink 46 |
| Spartak Trnawa – Boavista FC 0:0 i 0:3 1 17.09 1975 2 01.10 1975 0:1 Mane 38, 0:2 Celso 62, 0:3 Salvador 79 |
| Skeid Fotball – Stal Rzeszów 1:4 i 0:4 1 17.09 1975 0:1 Kozerski 15, 0:2 Kozerski 48, 1:2 Skjönsberg 65, 1:3 Curyło 76, 1:4 Krawczyk 84 2 01.10 1975 0:1 Kozerski 7, 0:2 Miler 16, 0:3 Krawczyk 43, 0:4 Napieracz 67 |
| SK Sturm Graz – Sławia Sofia 3:1 i 0:1 1 17.09 1975 1:0 Stendal 18k, 2:0 Stendal 26k, 3:0 Kulmer 32, 3:1 Kostow 50 2 01.10 1975 0:1 Ganczew 76 |
| Knattspyrnufélagið Valur – Celtic F.C. 0:2 i 0:7 1 16.09 1975 0:1 Dalglish 6, 0:2 McDonald 65 2 01.10 1975 0:1 A.Edvaldsson 6, 0:2 Dalglish 11, 0:3 McCluskey 30k, 0:4 Hood 37, 0:5 Hood 81, 0:6 Deans 42, 0:7 Callaghan 49 |
| Vejle BK – FC Den Haag 0:2 i 0:2 1 17.09 1975 0:1 Jol 19, 0:2 van Leeuwen 78 2 01.10 1975 0:1 Perazić 28, 0:2 Mansveld 55 |
| Wrexham – Djurgårdens IF 2:1 i 1:1 1 17.09 1975 1:0 Griffiths 33, 1:1 Krantz 52, 2:1 Davis 89 2 01.10 1975 1:0 Whittle 20, 1:1 Lövfors 70 |

## II runda
| RSC Anderlecht – FK Borac Banja Luka 3:0 i 0:1 1 22.10 1975 1:0 Rensenbrink 10, 2:0 Coeck 50, 3:0 Rensenbrink 53 2 05.11 1975 0:1 Ibrahimbegović 40                                                                             |
| Ararat Erywań – West Ham United 1:1 i 1:3 1 22.10 1975 0:1 A.Taylor 57, 1:1 S.Petrosjan 66 2 05.11 1975 0:1 Paddon 10, 0:2 K. Robson 27, 1:2 N.Petrosjan 47, 1:3 A.Taylor 57                                                    |
| Atlético Madryt – Eintracht Frankfurt 1:2 i 0:1 1 22.10 1975 0:1 Hölzenbein 6, 0:2 Hölzenbein 14, 1:2 Capón 50 2 05.11 1975 0:1 Reichel 88                                                                                      |
| Boavista FC – Celtic F.C. 0:0 i 1:3 1 22.10 1975 2 05.11 1975 0:1 Dalglish 1, 0:2 A.Edvaldsson 21, 1:2 Mane 39, 1:3 Deans 85 |
| FC Den Haag – RC Lens 3:2 i 3:1 1 22.10 1975 0:1 Juraszek 17, 0:2 Janković 19, 1:2 Schoenmaker 46, 2:2 van Vliet 49, 3:2 van Leeuwen 64 2 05.11 1975 1:0 Schoenmaker 30, 2:0 van Leeuwen 31, 2:1 Mujica 40k, 3:1 Schoenmaker 89 |
| AC Fiorentina – Sachsenring Zwickau 1:0 i 0:1 (dog), karne 4:5 1 22.10 1975 1:0 Speggiorin 71 2 05.11 1975 0:1 Schykowski 32 |
| SK Sturm Graz – Szombathelyi Haladás 2:0 i 1:1 1 22.10 1975 1:0 Stendal 55, 2:0 Steiner 67k 2 05.11 1975 0:1 A.Horvath 51, 1:1 Jurtin 90                                                                                        |
| Wrexham – Stal Rzeszów 2:0 i 1:1 1 22.10 1975 1:0 Ashcroft 10, 2:0 Ashcroft 34 2 05.11 1975 0:1 Kozerski 68, 1:1 Sutton 83 |

## 1/4 finału
| RSC Anderlecht – Wrexham 1:0 i 1:1 1 03.03 1976 1:0 van Binst 11 2 17.03 1976 0:1 Lee 60, 1:1 Rensenbrink 76 |
| Celtic F.C. – Sachsenring Zwickau 1:1 i 0:1 1 03.03 1976 1:0 Dalglish 40, 1:1 Blank 83 2 17.03 1976 0:1 Blank 4 |
| FC Den Haag – West Ham United 4:2 i 1:3 1 03.03 1976 1:0 Mansveld 12, 2:0 Mansveld 16k, 3:0 Mansveld 40k, 4:0 Schoenmaker 43, 4:1 Jennings 50, 4:2 Jennings 58 2 17.03 1976 0:1 A.Taylor 29, 0:2 Lampard 32, 0:3 Bonds 35k, 1:3 Schoenmaker 59 |
| SK Sturm Graz – Eintracht Frankfurt 0:2 i 0:1 1 03.03 1976 0:1 Hölzenbein 75, 0:2 Wenzel 87 2 17.03 1976 0:1 Hölzenbein 85 |

## 1/2 finału
| Eintracht Frankfurt – West Ham United 2:1 i 1:3 1 31.03 1976 0:1 Paddon 9, 1:1 Neuberger 29, 2:1 Kraus 47 2 14.04 1976 0:1 Brooking 49, 0:2 K. Robson 67, 0:3 Brooking 77, 1:3 Beverungen 88 |
| Sachsenring Zwickau – RSC Anderlecht 0:3 i 0:2 1 31.03 1976 0:1 F.van der Elst 25, 0:2 F.van der Elst 38, 0:3 Rensenbrink 66 2 14.04 1976 0:1 Rensenbrink 43, 0:2 F.van der Elst 57          |

## Finał
| 5 maja 1976 Bruksela Stadion Heysel (51 296) RSC Anderlecht – West Ham United 4:2 (1:1) Sędzia: Robert Wurtz (Francja) Bramki: 0:1 Pat Holland 28, 1:1 Rob Rensenbrink 42, 2:1 François Van Der Elst 48, 2:2 Keith Robson 68, 3:2 Rob Rensenbrink 73k, 4:2 François Van Der Elst 87 Royal Sporting Club Anderlecht (trener Hans Croon): Jan Ruiter – Michel Lomme, Hugo Broos, Gilbert Van Binst (kapitan), Jean Thissen, Jean Dockx, Ludo Coeck (32 Franky Vercauteren), François Van Der Elst, Peter Ressel, Arie Haan, Rob Rensenbrink West Ham United Football Club (trener John Lyall): Mervyn Day – Keith Coleman, Frank Lampard (47 Alan Taylor), Billy Bonds (kapitan), Tommy Taylor, John McDowell, Pat Holland, Graham Paddon, Billy Jennings, Trevor Brooking, Keith Robson |